# Marie Šmrhová
Marie Šmrhová (8. listopadu 1907 Sušice – 20. září 1966) byla česká pedagožka, spisovatelka, básnířka a překladatelka.

## Životopis
Její rodiče byli Josef Šmrha, asistent c. k. státních drah v Sušici, a Marie Šmrhová-Rokytová. Bratr JUDr. Josef Šmrha (29. 9. 1909). Provdala se 15. 12. 1934 za advokáta JUDr. Josefa Keyzlara (17. 7. 1903). Manželství bylo rozloučeno 20. 7. 1943 z viny obou stran. Podruhé se provdala 30. 7. 1945 za Jaromíra Kubíčka.
Studovala Reálné gymnázium v Sušici, pak jako státní stipendistka 3 roky ve Francii. Po bakalářských zkouškách na Sorbonně dosáhla úplné aprobace na Univerzitě Karlově v Praze.
Byla členkou redakce Modní revue, založila a redigovala měsíčník Bod varu ve Strakonicích, kde učila dějepis, zeměpis, češtinu a francouzštinu na Reálném gymnáziu v letech 1930–1939. Verše otiskovala v Cestě, Severu a Východu, Mladém Slovensku, Pestrých květech, Národním Osvobození, Československé republice aj. Bydlela ve Strakonicích v areálu gymnázia.

## Dílo

### Poezie
- V lomených liniích – 1931

### Próza
- George Sand – Praha: Orbis, 1948

### Drama
- Horské hnízdo: hra o třech jednáních s předehrou – Praha: Jos. R. Vilímek, 1947

### Překlady
- Salambo – Gustave Flaubert
- Květ lásky – Marcelle Vioux